# Vijay Iyer
Vijay Iyer (Rochester, 26 oktober 1971) is een Amerikaanse jazzpianist en componist. Zijn spel en composities verbinden avant-garde, pop en tradition, maar vertonen ook invloeden van Indiase muziek.

## Biografie
Vijay Iyer is de zoon van Indische immigranten, die op 3-jarige leeftijd een klassieke viool-opleiding kreeg, maar spoedig wisselde naar de piano. Nadat hij vervolgens een studie natuurwetenschappen had afgesloten, studeerde hij muziek aan de University of California Berkeley. In 1998 promoveerde hij met proefschrift Microstructures of Feel, Macrostructures of Sound: Embodied Cognition in West African and African-American Musics bij David Wessel. Tijdens de studietijd werkte hij met muzikanten als Steve Coleman, George Lewis, David Wessel, Miya Masaoka, Liberty Ellman, Imani Uzuri, Elliot Humberto Kavee en Aaron Stewart. Hij heeft een bijzondere artistieke relatie met de saxofonist Rudresh Mahanthappa, die hij in 1995 ontmoette via Steve Coleman.
Sinds 1998 woont Iyer in New York. Met het Vijay Iyer Quartet trad hij op tijdens festivals in Europa, Noord-Amerika, Azië en Australië. Daarnaast nam hij op met Steve Colemans Five Elements, Roscoe Mitchells Note Factory, Wadada Leo Smiths Golden Quartet, Greg Tates Burnt Sugar, Amiri Barakas Blue Ark en speelde hij met muzikanten als Cecil Taylor, Graham Haynes, Butch Morris, Dead Prez, Ronald Shannon Jackson, Gerry Hemingway, T. Sankaran, Okkyung Lee, Kevin Ellington Mingus en Will Power. 
Met de hiphopper Mike Ladd bracht hij met de albums In What Language (2003), Still Life with Commentator (2006) en Holding It Down: The Veterans' Dreams Project (2013) een trilogie uit, die zich bezighoudt met de uitwerkingen van de laatste oorlogen in Afghanistan en Irak op het alledaagse leven in de Verenigde Staten.

## Prijzen en onderscheidingen
Iyers album Historicity werd door DownBeat en de Jazz Times onderscheiden als «Album van het Jaar». Met zijn band kreeg hij in 2010 een ECHO Jazz als beste internationaal ensemble voor dit album. Van de Doris Duke Foundation in New York kreeg hij in 2012 een Performing Artists Award. Naast hem kregen 20 verdere muzikanten en theater- en dansartiesten de met elk 225.000 dollar gedoteerde bemoedigingsprijs voor hun voortreffelijke creativiteit en artistieke scheppingsdrang. In hetzelfde jaar werd hij onderscheiden met de Greenfield Prize, die jaarlijks wordt toegekend aan persoonlijkheden van alle kunstrichtingen, wiens werk een beduidende invloed heeft op het culturele leven in de Verenigde Staten. In 2013 kreeg hij een MacArthur Fellowship.
In juni 2012 won Iyer de jaarlijkse criticuspoll van de tijdschrift DownBeat als eerste muzikant direct in vijf categorieën: voor Accelerando als «Album van het Jaar», als «Jazzmuzikant van het Jaar» en «Pianist», voor de «Jazzband van het Jaar» en bovendien nog als «Rising Star Composer». In 2015 werd hij «Jazzmuzikant van het Jaar» in de DownBeat criticus-polls (en zijn trio «Jazzband van het Jaar»). Ook in 2018 werd hij daar weer als «Jazzmuzikant van het Jaar» voor het voetlicht gebracht.

## Discografie
- 1995: Memorophilia
- 1998: Architextures
- 2002: Your Life Flashes
- 2003: Blood Sutra
- 2004: In What Language? (met Mike Ladd)
- 2005: Simulated Progress
- 2008: Historicity
- 2010: Solo
- 2010: Tirtha ACT Records (met R. Prasanna, Nitin Mitta)
- 2012: Accelerando (Vijay Iyer Trio met Stephan Crump, Marcus Gilmore, jazzalbum van het jaar 2012 bij de DownBeat criticipolls)
- 2014: Mutations (met Miranda Cuckson, Michi Wiancko, Kyle Armbrust, Kivie Cahn-Lipman, bestenlijst bij de Preis der Deutschen Schallplattenkritik, 2/2014)
- 2015: Break Stuff (Vijay Iyer Trio)
- 2017: Far from Over ECM Records (met Graham Haynes, Mark Shim, Steve Lehman, Stephan Crump, Tyshawn Sorey)
- 2019: Vijay Iyer & Craig Taborn: The Transitory Poems (ECM Records)
- 2021: Vijay Iyer, Linda Oh &  Tyshawn Sorey: Uneasy (ECM Records)
- 2023: Arooj Aftab, Vijay Iyer, Shahzad Ismaily: Love in Exile (Verve Records)